# Римские экспедиции в Тропическую Африку

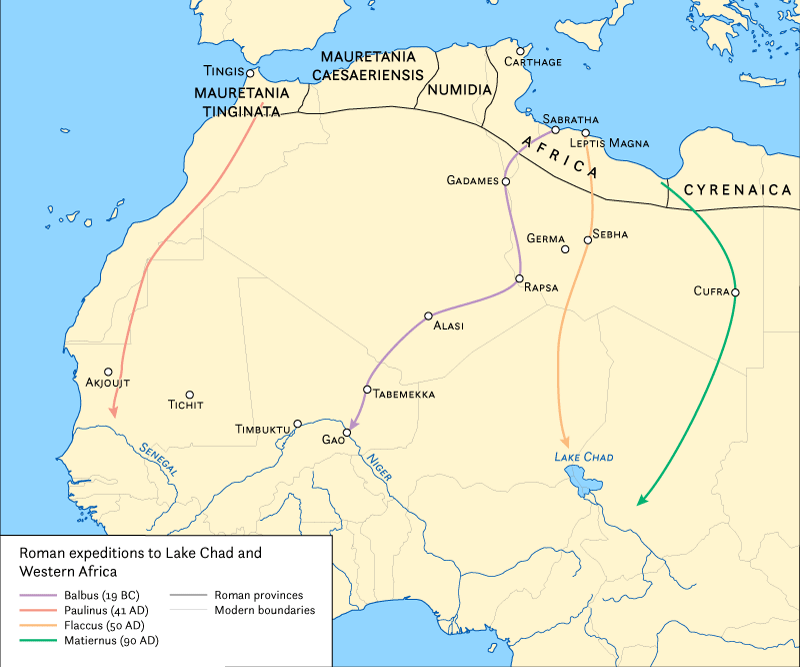
Карта, показывающая римские экспедиции к югу от пустыни Сахара в Западной Африке

Ри́мские экспеди́ции в Тропи́ческую А́фрику — комплекс военных и торговых походов, предпринятых римлянами в Тропическую Африку (к югу от побережья Средиземного моря).
Плавания римлян вдоль западного и восточного побережий Африки начались во II веке до н. э. В 147 году до н. э. Сципион Эмилиан послал историка Полибия исследовать западное побережье Африки к югу от Гибралтарского пролива. Полибий достиг «реки Бамботус», которую большинство современных исследователей отождествляют с рекой Сенегал.
В то же время кадисские рыбаки неоднократно посещали Канарские острова. Мавретанский царь Юба II, союзник римлян, снарядил туда крупную экспедицию, собравшую точные сведения об этих островах.
Согласно трудам Псевдо-Арриана, к середине I века восточное побережье Африки было известно римлянам до острова Занзибар, причём побережье от Суэцкого залива до Африканского рога было описано детально. Вероятно, что участок побережья от Африканского рога до Занзибара был известен римлянам только по расспросам.
Однако уже в конце I века, по сообщениям Марина Тирского, римские мореходы предприняли ряд самостоятельных дальних плаваний вдоль восточного побережья Африки. Так, некто Диоскур достиг 10° южной широты. По сообщениям Птолемея, около 80 года мореход Диоген, возвращавшийся из Индии, был унесён штормом к восточному берегу Африки, а потом добрался до озёр, из которых вытекает Нил. Современные исследователи считают, что сам Диоген не посещал эти озёра, а узнал о них от арабских купцов. От них же были получены сведения о горах Кения и Килиманджаро. Эти сведения господствовали в мировой географии вплоть до 1860-х годов.
Римляне также проводили и сухопутные исследования Африки. В 19 году до н. э. Луций Корнелий Бальб совершил с войском поход вглубь Сахары. Он вышел из района Триполи, достиг оазиса Гадамес, затем оазиса Гат и северных отрогов нагорья Тассилин-Адджер. Оттуда римский отряд добрался до реки Дасибари (ряд исследователей отождествляет Дасибари с Нигером).
В 41 году полководец Светоний Паулин со своим войском исследовал внутренние районы современного Марокко к югу от Атласа. Позднее, около 75 года, Септимий Флакк совершил поход к «эфиопам» и достиг «эфиопской земли Агисимбы». Местоположение этой земли не выяснено, но считается, что в античный период это был самый дальний поход европейцев вглубь Африки.
В 61 году римский отряд, посланный Нероном, достиг царства Мероэ, а потом в сопровождении местных жителей поднялся по Белому Нилу до 5° северной широты.